# Landtagswahl in Vorarlberg 2004
- SPÖ: 6
- GRÜNE: 4
- ÖVP: 21
- FPÖ: 5

Die Landtagswahl in Vorarlberg im Jahr 2004 fand am 19. September jenes Jahres statt. Für die Wahl waren 242.509 Vorarlbergerinnen und Vorarlberger wahlberechtigt. Erstmals galt bei dieser Wahl in Vorarlberg keine Wahlpflicht. Im Anschluss an die Wahl bildete sich trotz der absoluten Stimmenmehrheit der ÖVP eine Regierungskoalition aus FPÖ und ÖVP, die Landesregierung Sausgruber III.
Wie schon bei den vorangegangenen Landtagswahlen in anderen österreichischen Bundesländern wurden auch hier die Verluste der FPÖ deutlich. Mit einem Minus von 14,4 Prozentpunkten stellt diese Landtagswahl den stärksten Verlust dar, den die FPÖ in Vorarlberg jemals hinnehmen musste. Laut abschließender Wählerstromanalyse von SORA gaben nur 28 Prozent der FPÖ-Wähler von 1999 dieser Partei abermals ihre Stimme. Gleichzeitig blieben mehr als die Hälfte der ehemaligen Wähler der Freiheitlichen Partei bei diesen Wahlen aufgrund der fehlenden Wahlpflicht den Wahlen fern.

## Zur Wahl stehende Parteien

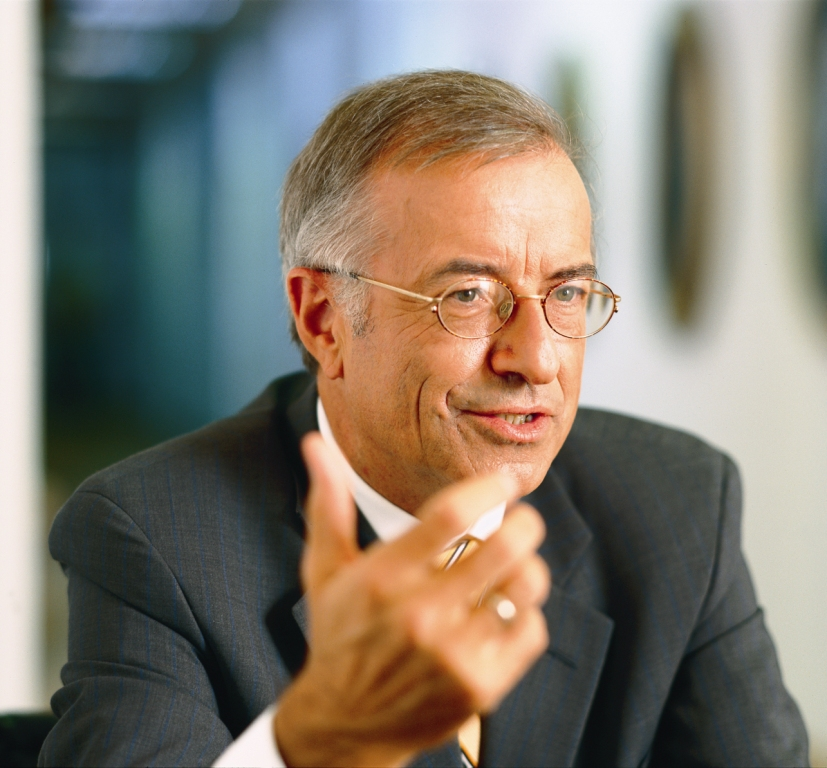
Herbert Sausgruber war Spitzenkandidat der ÖVP.

### Österreichische Volkspartei
Die Volkspartei trat mit dem bisherigen Landeshauptmann Herbert Sausgruber als ihren Spitzenkandidaten an. Nachdem die ÖVP bei der Landtagswahl 1999 erstmals in der zweiten Republik die absolute Mandatsmehrheit verfehlt hatte, war es erklärtes Ziel der Partei, diese bei der anstehenden Wahl wieder zurückzuerobern.

### Freiheitliche Partei Österreichs
Auch die freiheitliche Partei griff in dieser Wahl abermals auf ihren altbewährten Spitzenkandidaten Dieter Egger zurück, der bislang in der Koalitionsregierung mit der ÖVP Landesstatthalter gewesen war. Aufgrund von Streitigkeiten in der Bundespartei und diverser Negativschlagzeilen im Zusammenhang mit der Parteienförderung wurde der FPÖ von Experten ein starker Stimmverlust vorhergesagt, der schließlich auch eintrat.

### Sozialdemokratische Partei Österreichs
In der sozialdemokratischen Partei (SPÖ) wurde abermals Elke Sader als Spitzenkandidatin bestimmt. Sie sollte nach dem Willen der Parteiführung die deutliche Niederlage bei der vergangenen Landtagswahl wieder aufholen. Dieses Ziel konnte dank solider Stimmzugewinne erreicht werden.

### Die Grünen
Die Grünen traten bei diesen Landtagswahlen zum fünften Mal in Vorarlberg an und konnten mit ihrem Spitzenkandidaten Johannes Rauch ebenso wie die anderen bereits im Landtag vertretenen Parteien einen erfahrenen Wahlkämpfer ins Rennen schicken. Die Grünen profitierten stark von den Stimmverlusten der FPÖ und konnten in dieser Wahl ihr bislang bestes Ergebnis erringen. Zudem waren die Grünen die einzige Partei, die bei diesen Landtagswahlen neben einem prozentualen Stimmgewinn auch in absoluten Zahlen mehr Wählerstimmen erhielt als bei der vorangegangenen Wahl.

### Weitere Parteien
Parteien ohne bisherige Vertretung im Landtag und deren Spitzenkandidaten:
- VAU – www.vau-heute.at (VAU) - Bernhard Amann
- Liste freier Bürger (LFB) - Wolfgang Weh
- Liste für alle Unzufriedenen und Selbstdenker (FRIZZ) - Georg Fritz
- DBK – Die Buntkarierten (DBK) - Jogy Thomas Wolfmeyer (traten nur in den Bezirken Bludenz, Dornbirn und Feldkirch an)

## Wahlergebnis
| Amtliches Endergebnis | Amtliches Endergebnis | Amtliches Endergebnis | Amtliches Endergebnis | Amtliches Endergebnis | Amtliches Endergebnis |
| Partei1               | Stimmen               | Prozent               | +/-                   | Mandate               | +/-                   |
| --------------------- | --------------------- | --------------------- | --------------------- | --------------------- | --------------------- |
| ÖVP                   | 80.112                | 54,92 %               | + 9,16 %              | 21                    | + 3                   |
| SPÖ                   | 24.609                | 16,87 %               | + 3,88 %              | 6                     | + 1                   |
| FPÖ                   | 18.881                | 12,94 %               | - 14,47 %             | 5                     | - 6                   |
| Die Grünen            | 14.829                | 10,17 %               | + 4,14 %              | 4                     | + 2                   |
| VAU                   | 3.046                 | 2,09 %                | - 0,19 %              | 0                     | 0                     |
| Frizz                 | 2.806                 | 1,92 %                | + 0,70 %              | 0                     | 0                     |
| LFB                   | 1.373                 | 0,94 %                | -                     | 0                     | -                     |
| DBK                   | 207                   | 0,14 %                | -                     | 0                     | -                     |
| Gesamt                | 145.863               | 100,00 %              |                       | 36                    |                       |

Mehrheiten in den Gemeinden bei der Landtagswahl 2004:
ÖVP Mehrheit > 50 %
ÖVP Mehrheit < 50 %
ÖVP Mehrheit < 40 %

1 Parteienbezeichnungen als Abkürzungen laut offiziellem Wahlvorschlag
Bei den Landtagswahlen 2004 waren 242.509 Personen wahlberechtigt. Erstmals galt keine Wahlpflicht mehr in Vorarlberg, was die vergleichsweise geringe Wahlbeteiligung von 60,64 Prozent erklärt. Insgesamt gaben 147.047 Wahlberechtigte ihre Stimme ab, davon wählten 1.184 Personen ungültig. Aus dem endgültigen Wahlergebnis ergab sich die Sitzverteilung im 28. Vorarlberger Landtag, welcher am auf die Wahl folgenden Tag seine konstituierende Sitzung abhielt.